# Dầu song nàng
Dầu song nàng (danh pháp khoa học: Dipterocarpus dyeri) là một loài thực vật có hoa trong họ Dầu. Loài này được Pierre ex Laness. mô tả khoa học đầu tiên năm 1886.